# Louis-Gustave Binger

Louis-Gustave Binger

Louis-Gustave Binger (* 14. Oktober 1856 in Straßburg; † 10. November 1936 in L’Isle-Adam) war ein französischer Offizier und Afrikaforscher. Nach ihm ist die ivorische Stadt Bingerville benannt.

## Leben
Binger hielt sich dreimal längere Zeit in Senegal und den angrenzenden Ländern auf, wodurch er die Aufmerksamkeit des französischen Gouverneurs Faidherbe auf sich zog. Der unterstützte ihn bei seiner Unternehmung, Nordwestafrika vom oberen Niger bis zur Küste von Guinea zu durchqueren. Binger reiste 1887 von Bamako über Tenetu nach Sikasso und südlich nach Kong, das er am 20. Februar 1888 erreichte. 
Er stellte hier fest, dass die bis dahin auf den Karten eingetragenen Kong-Berge gar nicht existierten. Dafür ermittelte er die schmale Wasserscheide zwischen den Zuflüssen zum Niger und den nach dem Golf von Guinea südlich strömenden Flüssen Lahu und Akha (oder Komor). 
Von Kong aus wandte sich Binger nach Norden und über den Schwarzen Volta bei Boromo nach Ouagadougou, das östlich liegt. Hier wurde er zur Umkehr nach Süden gezwungen und so erreichte er durch Gurunsi im Oktober Salaga, dann Kintampo und Bontuku. Am 5. Januar 1889 traf er mit dem ihm entgegen gesandten Treich-Laplène zusammen und folgte mit diesem vereint den Lauf des Grand-Bassam an der Elfenbeinküste. Durch Verträge mit den Häuptlingen in Tieba, Kong und Bontuku stellte er die weiten Landstriche zwischen dem oberen Niger und dem Golf von Guinea unter französischen Einfluss und wies dem Handelsverkehr nach der französischen Kolonie Groß-Bassam neue Wege. 

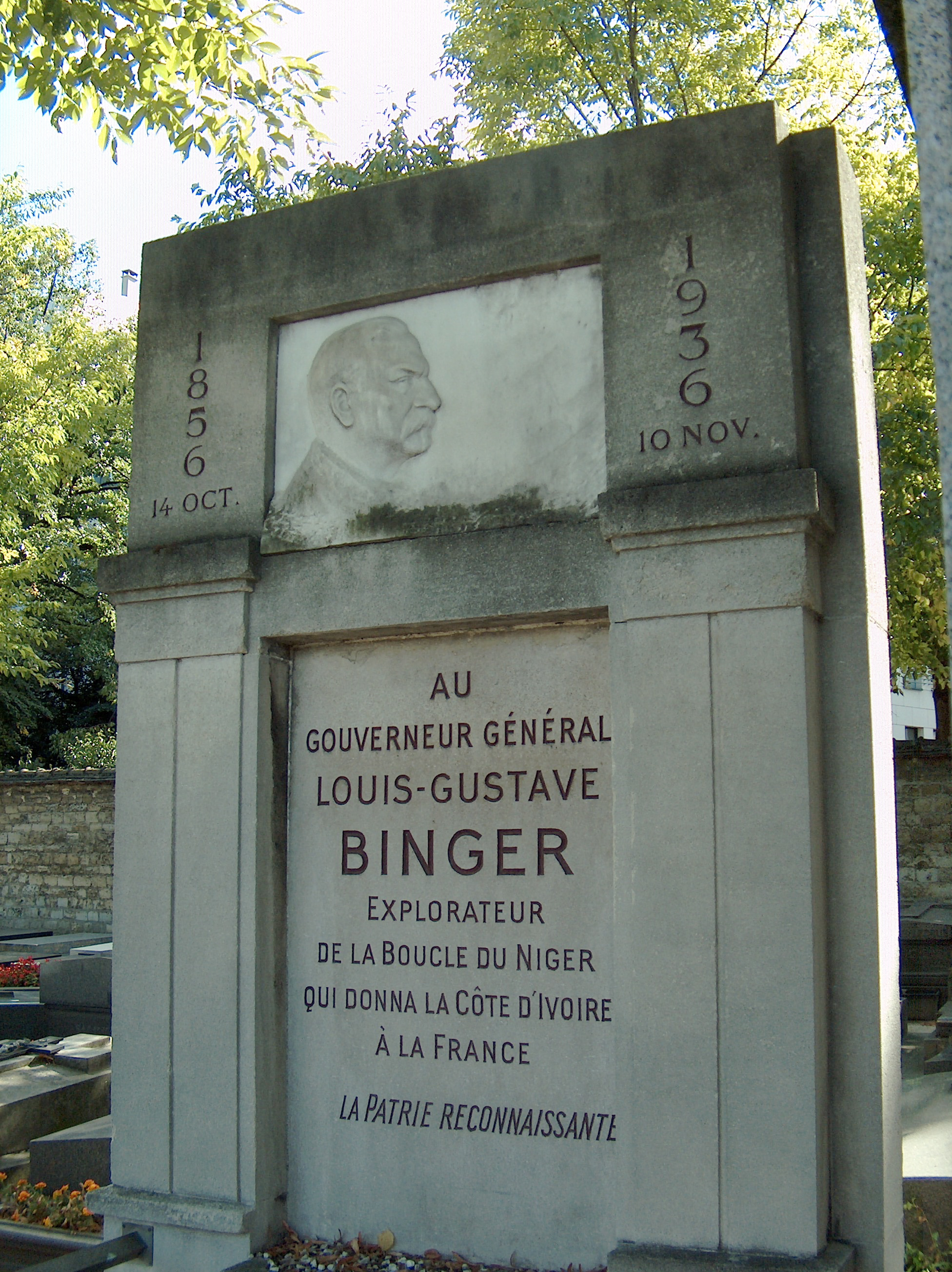
Grabmal von Louis-Gustave Binger auf dem Friedhof Montparnasse/Paris

Binger beschrieb seine Reise in dem zweibändigen Werk Du Niger au Golfe de Guinée (Paris 1891). Binger wurde 1892 an die Spitze einer französischen Mission gestellt, die französische und englische Territorien im Aschantigebiet abgrenzen sollte. Er war dann mehrere Jahre lang zwischen 1893 und 1898 Gouverneur der französischen Elfenbeinküste und wurde 1898 Direktor im französischen Kolonialministerium. 
Seit 1933 war er korrespondierendes Mitglied der Académie des sciences.
Louis Gustave Binger starb am 10. November 1936 in L'Isle-Adam in der Ile de France und liegt auf dem Friedhof Montparnasse in Paris begraben.